# William Henry Reed
William Henry „Billy“ Reed (* 29. Juli 1876 in Frome, Somerset; † 2. Juli 1942 in Dumfries, Schottland) war ein englischer Geiger, Komponist, Dirigent und Musikpädagoge.

## Leben
Reed studierte an der Royal Academy of Music in London bei Émile Sauret und Frederick Corder. 1904 gehörte er zu den Gründungsmitgliedern der London Symphony Orchestra, dessen Konzertmeister er von 1912 bis 1935 war. Er beriet Edward Elgar zu technischen Problemen seines Violinkonzertes und spielte 1910 eine erste Aufführung des Werkes, das der Komponist dem Geiger Fritz Kreisler widmete. 1936 veröffentlichte er eine Biographie Elgars (Elgar As I Knew Him).
Als Violinlehrer wirkte Reed viele Jahre an der Royal Academy of Music und unterrichtete dort u. a. George Weldon, Madeleine Dring, Imogen Holst und Jean Hermione Johnstone, die Frau William Lloyd Webbers und Mutter Andrew Lloyd Webbers. Zu seinen Lebzeiten wurden seine Kompositionen u. a. bei den Proms, den Three Choirs Festivals und den Bournemouth Festivals aufgeführt, gerieten dann aber lange in Vergessenheit. Erst 2003 erschien eine CD mit Werken für Violine und Klavier, 2022 eine CD mit zwei Streichquartetten und der Légende für Streichquartett. Sein Violinkonzert und sein Bratschenkonzert wurden bislang nicht aufgeführt.